# Ptilinopus monacha
Ptilinopus monacha е вид птица от семейство Гълъбови (Columbidae). Видът е почти застрашен от изчезване.

## Разпространение
Видът е разпространен в Индонезия.